# Sistema de suport de vida de l'EEI

Interacció entre els components del sistema de completament suportat Vital i Control de l'Ambient de la ISS (ECLSS)

El Sistema de Suport Vital i Control de l'Ambient (ECLSS, de l'anglès Environmental Control and Life Support System) de l'Estació Espacial Internacional (EEI) proporciona o controla la pressió atmosfèrica, la detecció i extinció del foc, els nivells d'oxigen, la gestió de residus i el subministrament d'aigua. La major prioritat per al ECLSS és l'atmosfera de la ISS, però el sistema també recull, processa, i emmagatzema les deixalles i l'aigua produïda i utilitzada per la tripulació. Un procés que recicla el fluid del rentaplats, la dutxa, el vàter i la condensació de l'aire. El sistema Elektron a bord del  Zvezdà i un sistema similar al laboratori Destiny generen oxigen a bord de l'estació. La tripulació té una opció de reserva en forma d'oxigen embotellat i pots de  generadors químics d'oxigen (SFOG). El diòxid de carboni es retira de l'aire mitjançant el sistema Vozdukh al Zvezdà. Els altres subproductes del metabolisme humà, com ara el metà dels intestins i l'amoníac de la suor, s'eliminen amb filtres de carbó activat.